# Crocus chrysanthus
A Crocus chrysanthus az egyszikűek (Liliopsida) osztályának spárgavirágúak (Asparagales) rendjébe, ezen belül a nősziromfélék (Iridaceae) családjába tartozó faj.

## Előfordulása
A Crocus chrysanthus eredeti előfordulási területe Délkelet-Európa Szlovéniától és Horvátországtól kezdve délkeletre Görögországig, míg északkeletre egészen Romániáig. Törökország ázsiai részén is jelen van. Az egykori Csehszlovákiába betelepítették.

## Alfajai
- Crocus chrysanthus subsp. chrysanthus (Herb.) Herb. - Európa és Ázsia
- Crocus chrysanthus subsp. punctatus F.Candan & Özhatay - csak Ázsia

## Megjelenése
Kis, 7,6-10,2 centiméter magas lágy szárú növény, melynek vékony levelei és élénk sötétsárga virágai vannak.

## Képek

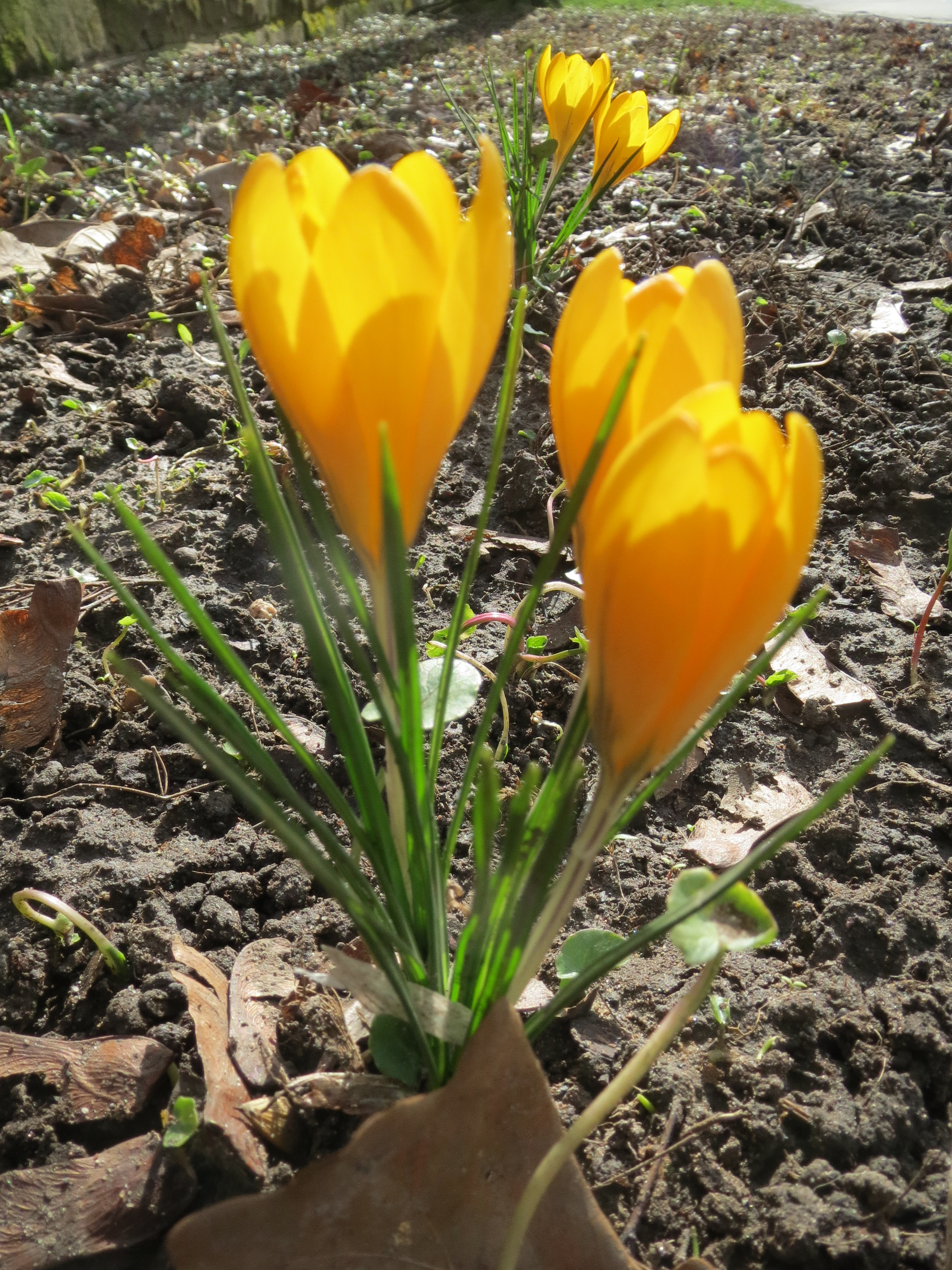
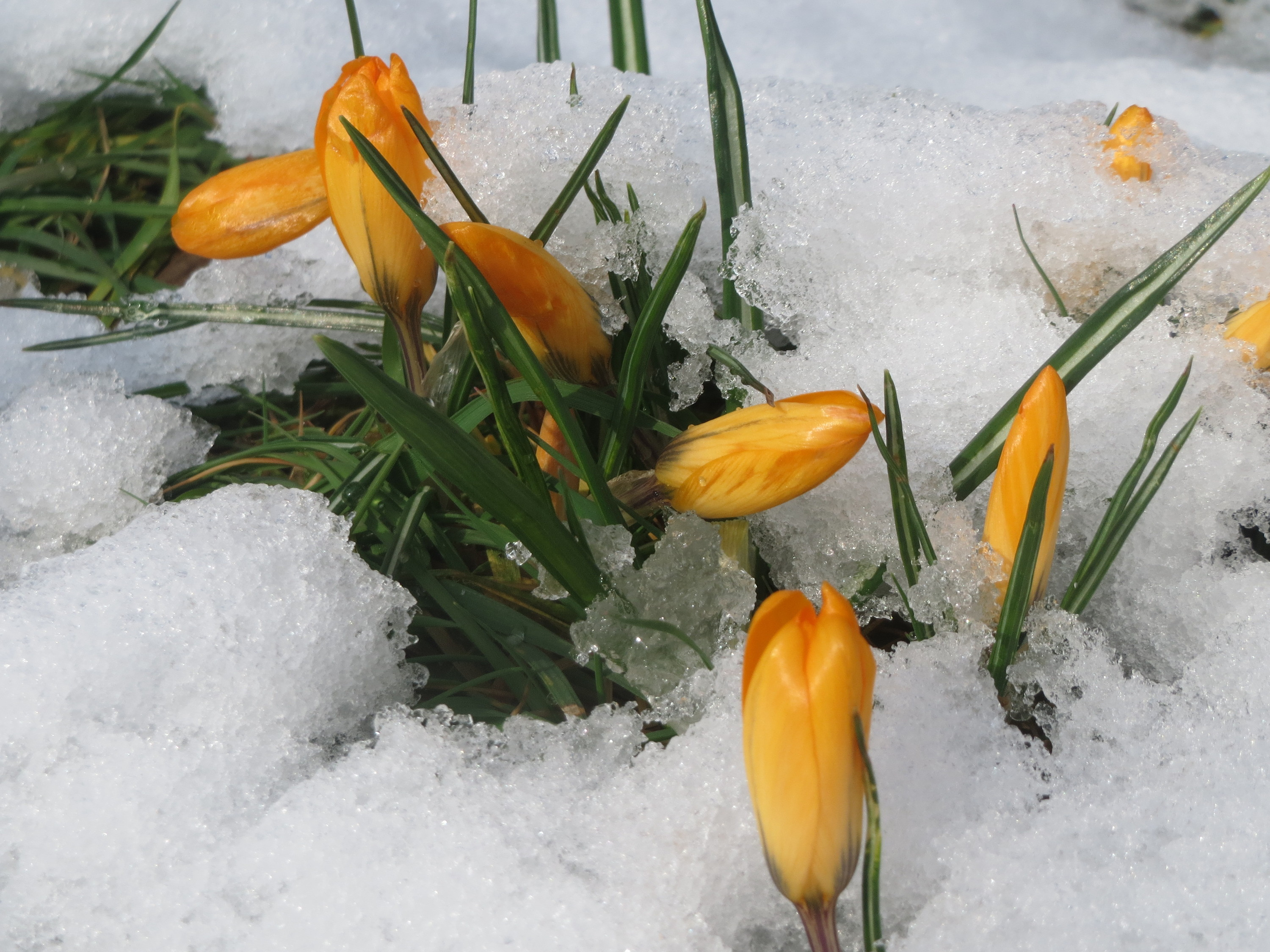
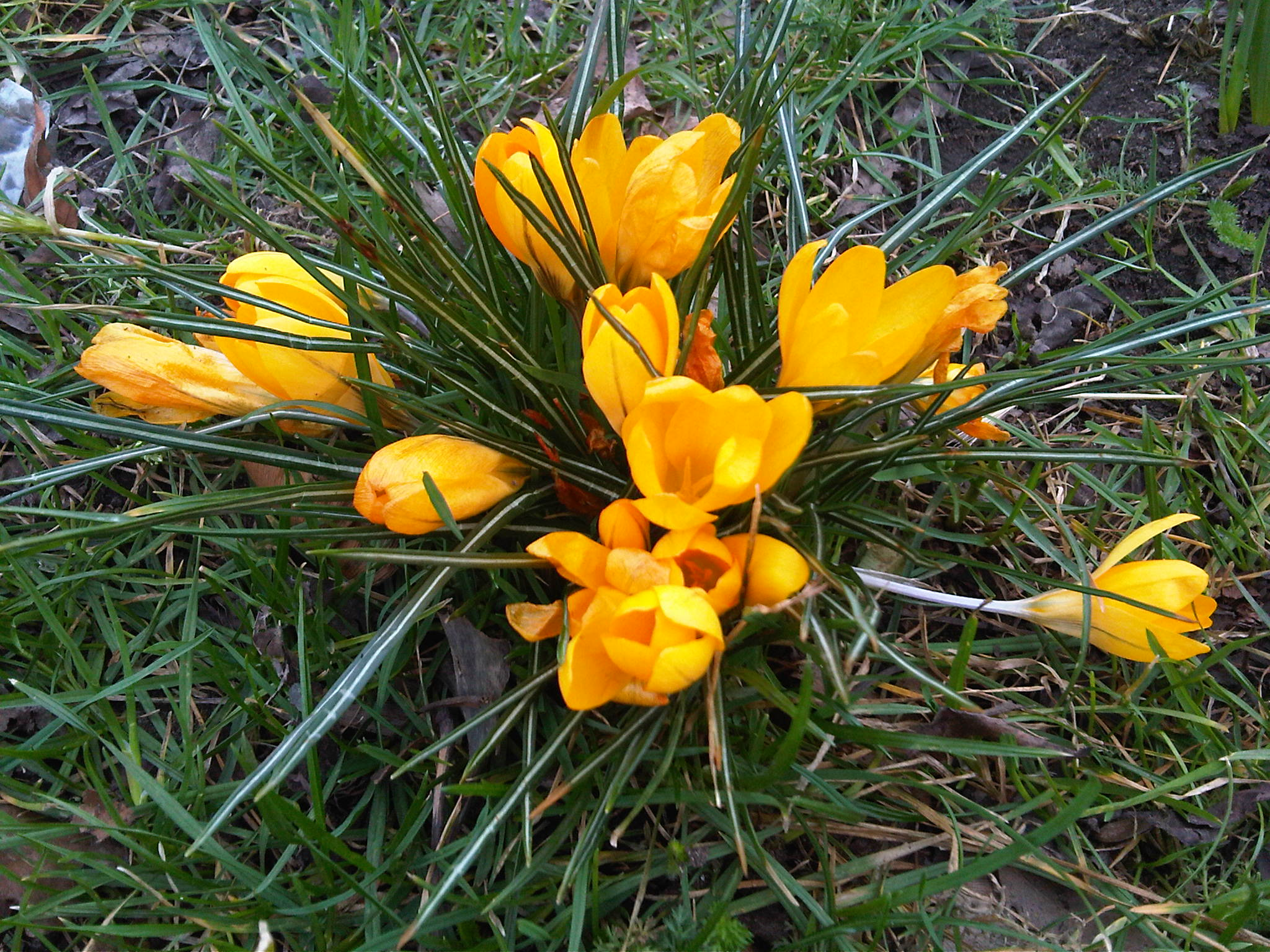
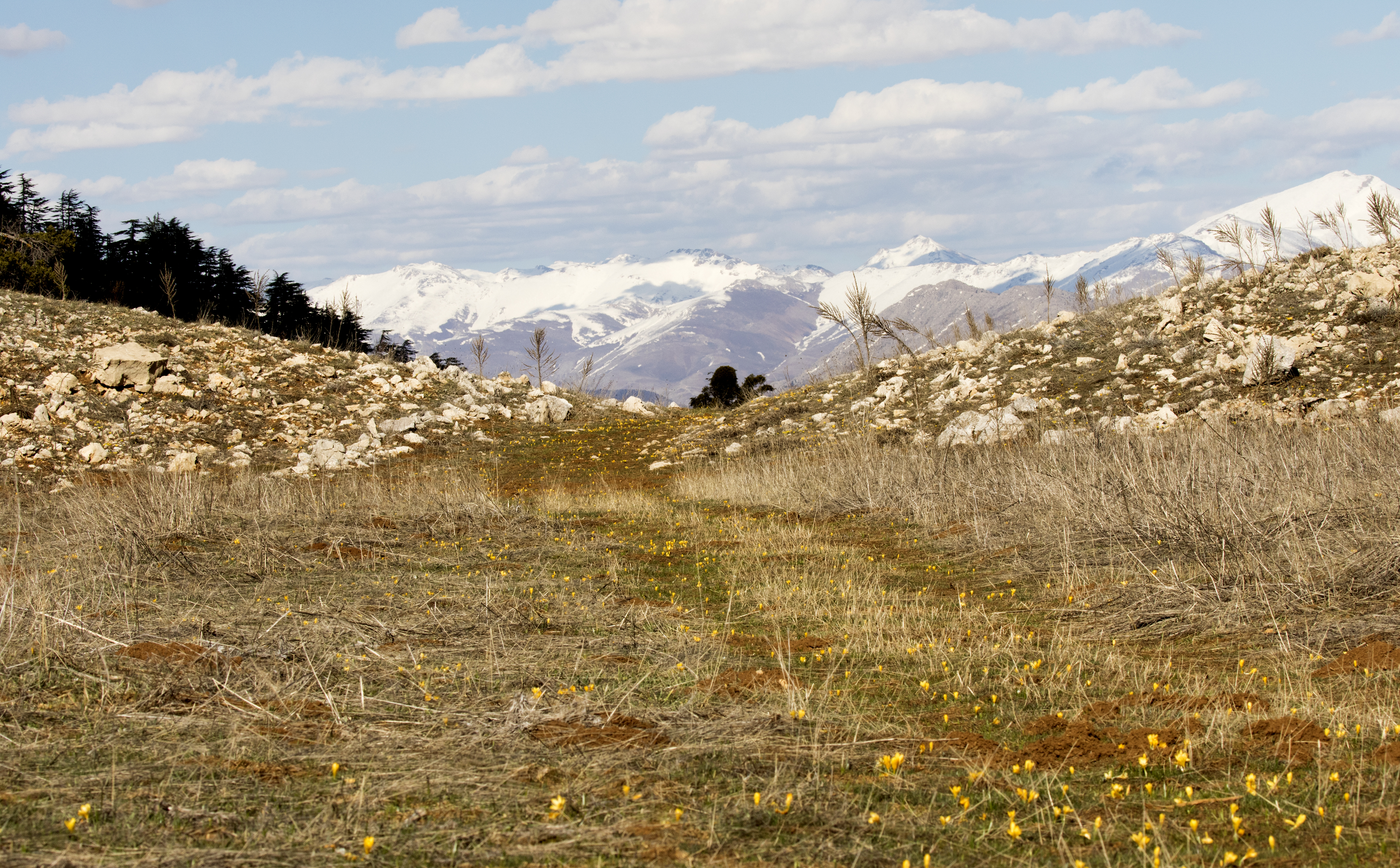
A természetben
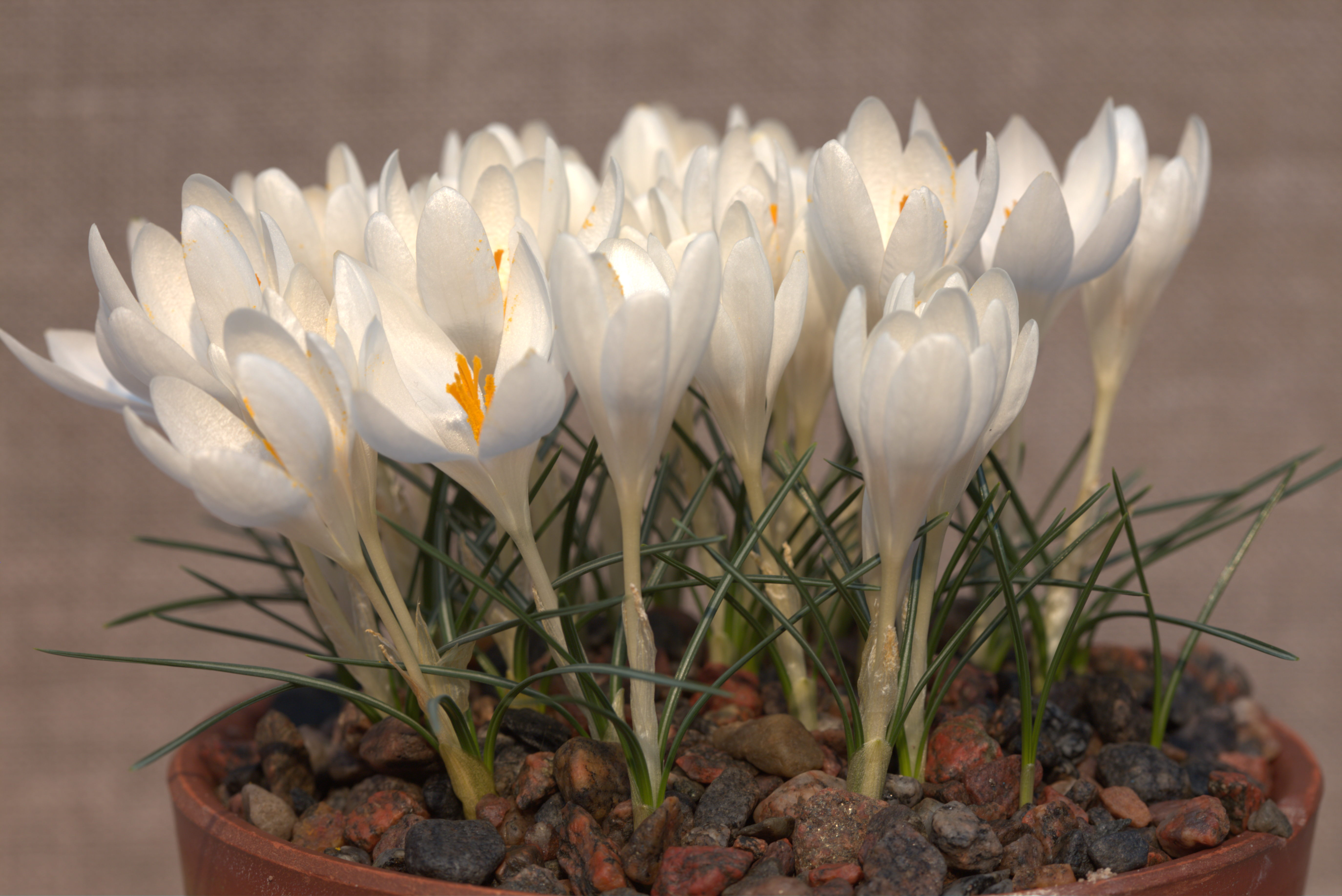
Termesztett fehér változata